# Funk metal
Funk metal je podžánr funk rocku, který spojuje prvky heavy metalu a funku. Allmusic prohlásil, že, "Funk metal se objevil v polovině 80. letech, kdy alternative rockové skupiny jako Red Hot Chili Peppers, Faith No More, Mordred a Fishbone začaly hrát jakýsi hybrid s větší oporou ve funku než v metalu." Faith No More jsou také popisováni jako funkmetalová skupina, která fušovala do rap metalu. Hudba skupiny Rage Against the Machine je směs funku a metalu, která nejen, že obsahuje rap, ale i prvky punk rocku.